# Suda de Lleida
La Suda de Lleida o Castell del Rei era la suda o alcassaba de la ciutat de Lleida, d'origen andalusí. És situada al turó de la Seu Vella. Després d'una important restauració que l'integrà en el conjunt monumental de la seu vella i castell del Rei, el castell i el seu centre d'interpretació són visitables des de principis de 2011.

## Descripció
Ni de l'estructura originària, ni del castell bastit per Ismaïl ibn Musa als volts de l'any 883 se'n conserva quasi res. Durant l'època de domini comtal fou àmpliament reformat, sobretot en temps de Ramon Berenguer IV -que s'hi casà amb Peronella d'Aragó-; de Jaume I, que segons consta en la seva Crònica feu substituir les cobertes de fusta per voltes de pedra, i també de Pere el Cerimoniós, que la remodelà tot reforçant-ne les torres de defensa i construint-hi estances luxoses i una capella. De les edificacions d'aquesta època solament es conserven una ala de la fortalesa, formada per un cos allargat, amb unes torres de base rectangular i contraforts a la banda interior i a l'exterior. Simó de Navers fou el mestre d'obres de la nova fortificació, entre els anys 1336 i 1341. Pere el Cerimoniós hi feu bastir també la capella reial (volada el 1812), que era decorada amb pintures de Ferrer Bassa.
En temps de Felip V i durant bona part del segle xviii, s'edificaren, dins de les concepcions de Vauban, quatre baluards i diferents fortificacions al voltant de l'antiga suda, que atorgaren una nova fesomia al conjunt. Tot el recinte estava emmurallat i s'hi accedia per un pont llevadís que travessava un fossat.
Tenia planta rectangular amb cossos al voltant d'un pati central i, al costat nord, una capella i un mirador. Únicament se'n conserva la part meridional, la més propera a la seu. Té una façana articulada per tres torres amb espitlleres i obertures, i una nau amb volta de creueria.

## Història
El castell de la Suda està situat al costat de la seu vella de Lleida. La seva existència està documentada des d'aproximadament l'any 883, quan el cap de la Frontera Superior d'al-Àndalus Ismaïl ibn Musa va reconstruir el castell i fortificar la ciutat. Com és lògic, el castell va ser construït allà perquè dominava tota la plana de Lleida i era un excel·lent lloc de defensa. Entre els anys 1031 i 1036 va servir de refugi al destronat Hisham III, últim califa de Còrdova.
A partir de la conquesta cristiana, el castell de la Suda va ser seu d'alguns fets històrics remarcables. El 1150, s'hi va celebrar el casament entre el comte Ramon Berenguer IV i Peronella, filla del rei Ramir d'Aragó.
Aquesta unió va segellar l'entroncament de la casa d'Aragó amb el casal de Barcelona.
El 1214, en aquest castell, els nobles catalans i aragonesos van jurar fidelitat a l'infant Jaume, que es convertiria en el rei Jaume I. En el moment de màxima esplendor, el castell de la Suda va arribar a ser la residència lleidatana dels comtes de Barcelona.
En l'època de l'ocupació militar es destinà a polvorí; les voladures dels anys 1812 i 1936 la destruïren en gran part, i en quedà només en peus la nau sud-est; la més antiga del conjunt.

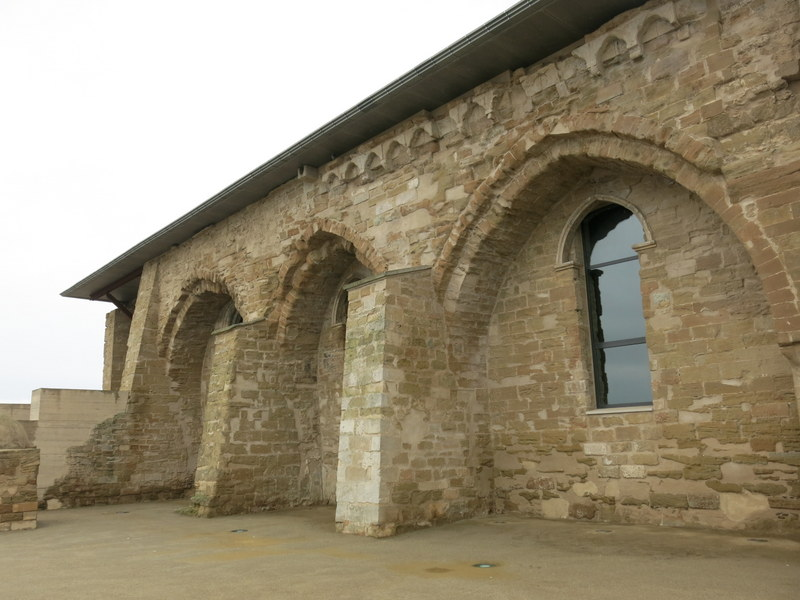
Castell del Rei, Lleida (octubre 2014)

## En l'actualitat
La Paeria de Lleida n'impulsà la restauració a finals del segle xx, mitjançant el Pla Especial del Turó, consistent a rehabilitar la nau fent-la visitable i ubicar-hi el Centre d'interpretació del Castell del Rei. S'arranjà, a més, l'entorn per tal de facilitar-ne l'accés i es convertí l'espai antigament ocupat per les naus enderrocades en una terrassa on hom pot avui contemplar un magnífic paisatge tant de la ciutat com dels voltants de Lleida.
S'arranjà així mateix el vessant nord del turó, amb la creació del nou parc de Santa Cecília, incloent-hi un ascensor d'accés al castell.
Així, el 26 de març de 2011, es va obrir al públic el nou espai restaurat; i amb aquest la ciutat recuperava un espai oblidat.